# Dagmar Kersten
Dagmar Kersten (Altdöbern, 28 ottobre 1970) è un'ex ginnasta tedesca.

## Carriera
Inizia da bambina a praticare la ginnastica e all'età di 10 anni si è trasferita a Berlino. Nel 1983 ha vinto il concorso completo alle Spartachiadi sovietiche e due anni più tardi, nel 1985, ha riscosso 5 medaglie tra campionati mondiali ed europei. 
All'edizione dei Giochi olimpici di Seul 1988 ha conquistato due medaglie iridate. Per i successi mondiali e olimpici è stata premiata nel 1986 e nel 1988 con l'Ordine al merito.
Dopo la riunificazione della Germania, si è trasferita a Stoccarda ed ha allenato la nazionale tedesca juniores fino al 2002. Nel 2011 ha rivelato di essere stata vittima del programma di doping intrapreso dalla Germania Est.

## Palmarès
| Anno | Manifestazione  | Sede     | Evento            | Risultato | Prestazione | Note |
| ---- | --------------- | -------- | ----------------- | --------- | ----------- | ---- |
| 1985 | Mondiali        | Montréal | Parallele         | Argento   | 19.763      |      |
| 1985 | Mondiali        | Montréal | Concorso completo | Bronzo    | 78.325      |      |
| 1985 | Mondiali        | Montréal | Squadre           | Bronzo    | 387.500     |      |
| 1985 | Mondiali        | Montréal | Volteggio         | Bronzo    | 19.625      |      |
| 1985 | Europei         | Helsinki | Volteggio         | Bronzo    | 19.875      |      |
| 1985 | Europei         | Helsinki | Concorso completo | 5º        | 39.225      |      |
| 1988 | Giochi olimpici | Seul     | Parallele         | Argento   | 19.987      |      |
| 1988 | Giochi olimpici | Seul     | Squadre           | Bronzo    | 390.875     |      |
| 1988 | Giochi olimpici | Seul     | Concorso completo | 8º        | 78.775      |      |
| 1988 | Giochi olimpici | Seul     | Volteggio         | 6º        | 19.756      |      |